# Frecce Azzurre Palermo 1978-1979
La Frecce Azzurre Palermo 1978-1979 ha disputato il suo primo campionato di Serie A.

## Verdetti stagionali
- Serie A: (28 partite)

stagione regolare: 8º su 8 squadre (3-11).
Poule Salvezza: 5º su 8 squadre (7-7).

## Roster
| Frecce Azzurre Palermo | Frecce Azzurre Palermo |
| Giocatori              | Staff tecnico          |
| ---------------------- | ---------------------- |

| N. | Naz.              | Ruolo | Nome                      | Anno | Alt. | Peso |  |
| -- | ----------------- | ----- | ------------------------- | ---- | ---- | ---- |  |
|    | Italia (bandiera) |       | Annamaria Bazan           |      |      |      |  |
|    | Italia (bandiera) |       | Ilinka Bellanca           |      |      |      |  |
|    | Italia (bandiera) |       | Carla Bono                |      |      |      |  |
|    | Italia (bandiera) |       | Marcella Castiglia        |      |      |      |  |
|    | Italia (bandiera) |       | Maria Castiglia           |      |      |      |  |
|    | Italia (bandiera) |       | Crescimanni               |      |      |      |  |
|    | Italia (bandiera) |       | Elena                     |      |      |      |  |
|    | Italia (bandiera) |       | Maria Giovanna Mangiameli |      |      |      |  |
|    | Italia (bandiera) |       | Annamaria Meterangelis    |      |      |      |  |
|    | Italia (bandiera) |       | Carmela Orlando           |      |      |      |  |
|    | Italia (bandiera) |       | Marzia Pesce              |      |      |      |  |
|    | Italia (bandiera) |       | Daniela Prestigiacomo     |      |      |      |  |
|    | Italia (bandiera) |       | Francesca Salvia          |      |      |      |  |
|    | Italia (bandiera) |       | Mara Salvia               |      |      |      |  |
|    | Italia (bandiera) |       | Giuliana Sarà             |      |      |      |  |
|    | Italia (bandiera) |       | Zichichi                  |      |      |      |  |

| Allenatore                                                     |
| Aldo Cacioppo                                                  |
| Assistente/i                                                   |
| - Nessuno Legenda - (C) Capitano - (IN) Inattivo - Infortunato |

## Statistiche
| Nome                      | Gare | Punti |
| ------------------------- | ---- | ----- |
| Bazan Annamaria           | 21   | 36    |
| Bellanca Ilinka           | 12   | 22    |
| Bono Carla                | 25   | 185   |
| Castiglia Marcella        | 23   | 106   |
| Castiglia Maria           | 2    | 0     |
| Crescimanni               | 2    | 0     |
| Elena                     | 8    | 20    |
| Mangiameli Maria Giovanna | 12   | 0     |
| Meterangelis Annamaria    | 26   | 173   |
| Orlando Carmela           | 12   | 10    |
| Pesce Marzia              | 21   | 25    |
| Prestigiacomo Daniela     | 15   | 6     |
| Salvia Francesca          | 25   | 317   |
| Salvia Mara               | 26   | 562   |
| Sarà Giuliana             | 20   | 56    |
| Zichichi                  | 6    | 23    |